# Los niños del agua

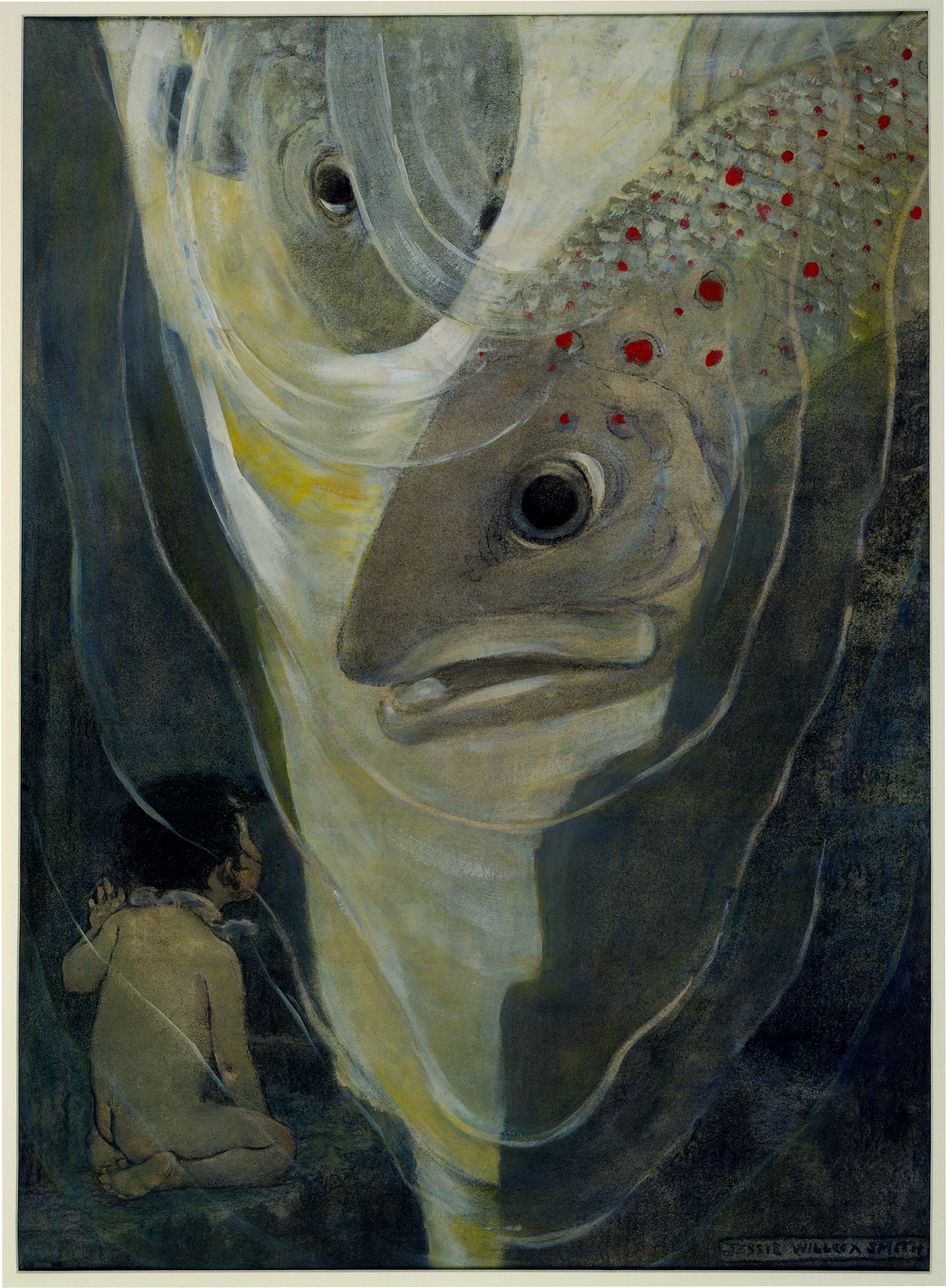
"¡Oh, no me lastimes!" suplicó Tom. "Solo quiero verte; eres tan guapo." Ilustración de Jessie Willcox Smith c. 1916. Carbón, acuarela y óleo. Digitalmente restaudado.

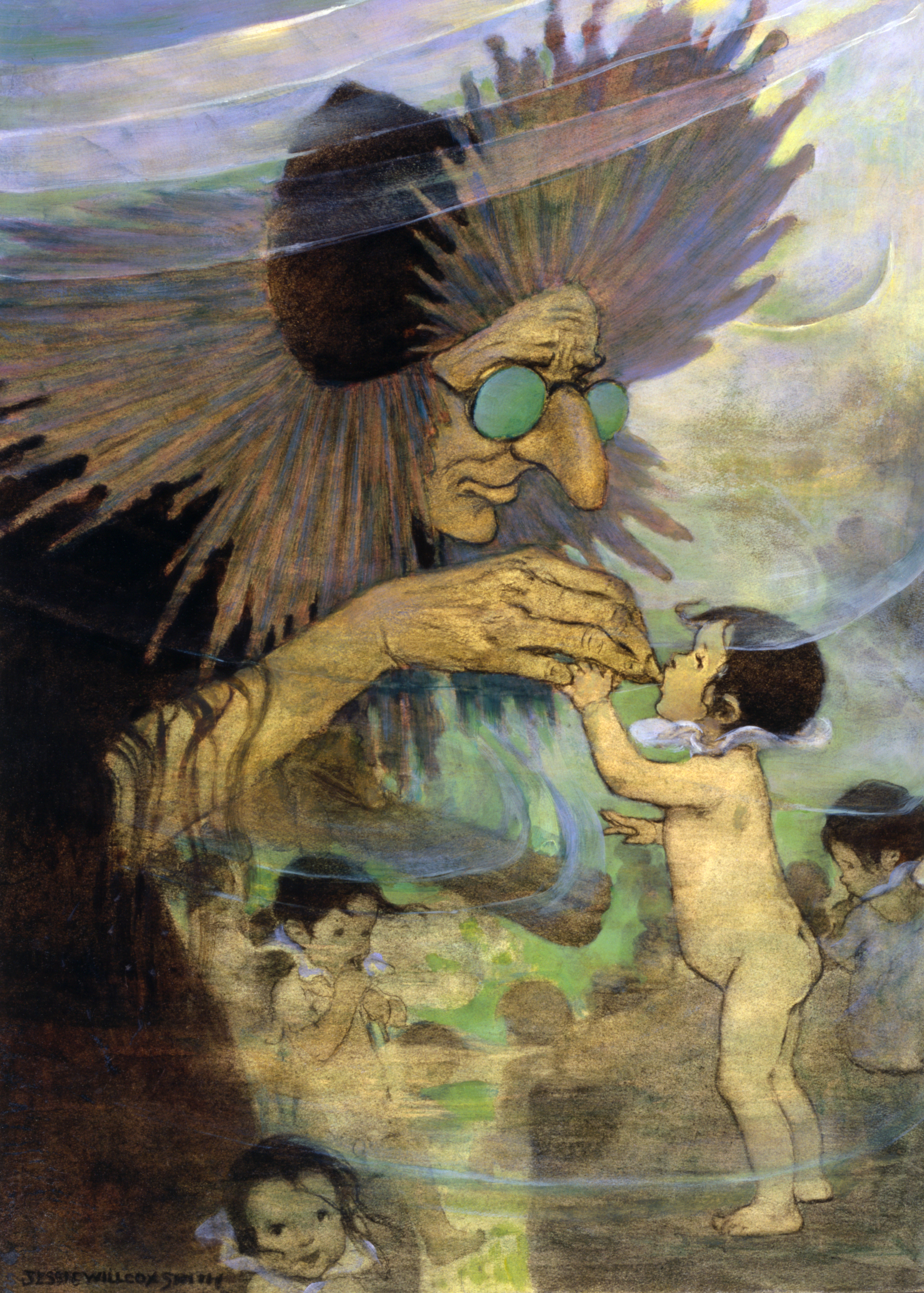
"La Señora Tratacomoquierasquetetraten " Illustración de Jessie Willcox Smith c. 1916. Carboncillo, acuarela y óleo. Digitalmente restaurada.

Los niños del agua es una novela para niños escrita por el reverendo Charles Kingsley. Fue escrita entre los años 1862-1863 como un serial para la Macmillan's Magazine, y se publicó por primera vez en su totalidad en 1863. Fue escrito en parte como sátira en apoyo de El origen de las especies de Charles Darwin. El libro fue muy popular en Inglaterra, y fue uno de los pilares de la literatura infantil británica durante muchas décadas, pero finalmente cayó en desgracia, en parte debido a los prejuicios (comunes en el momento) contra irlandeses, judíos, los estadounidenses y los pobres.[cita requerida]

## Historia
El protagonista es Tom, un joven deshollinador, que cae en un río después de encontrarse con una chica de clase alta llamada Ellie y ser perseguido fuera de su casa. Allí se ahoga y se transforma en un "bebé acuático", como se le dice por un frigánea -un insecto que cambia de piel- y comienza su educación moral. La historia aborda de forma preocupante temas como el concepto cristiano de la redención, aunque Kingsley también utiliza el libro para exponer que Inglaterra trata mal a sus habitantes pobres, y cuestiona el trabajo infantil, entre otros temas.
Tom se embarca en una serie de aventuras y lecciones, y goza de la comunidad de los otros niños del agua una vez que demostró ser una criatura moral. Los principales líderes espirituales en su nuevo mundo son las hadas: La Señora Tratacomoquierasquetetraten (Mrs. Doasyouwouldbedoneby en el original), Una referencia a la Regla de Oro, la Señora Seharacomotudigas (Mrs. Bedonebyasyoudid, en el original) y Madre Carey. Semanalmente, Tom se le permite a la compañía de Ellie, quien se convierte en un bebe Acuático después de que él lo hizo.
Grimes, su antiguo maestro, se ahoga también, y en su aventura final, Tom viaja hasta el fin del mundo para tratar de ayudar al hombre que está siendo castigado por sus malas acciones. Tom ayuda a Grimes a encontrar el arrepentimiento, y Grimes se le dará una segunda oportunidad si es capaz de realizar con éxito una penitencia final. Demostrando su voluntad de hacer cosas que no le gustan, si son las cosas que hay que hacer, Tom gana a sí mismo un retorno a la forma humana, y se convierte en "un gran hombre de ciencia" que "puede planificar vías de tren y máquinas de vapor, y telégrafos eléctricos y pistolas estriadas, y así sucesivamente". Él y Ellie están unidos, aunque el libro indica que nunca se casan (afirmando que en los cuentos, nadie por debajo del rango de príncipe y la princesa se casa alguna vez).

## Interpretación
En el estilo de las novelas victorianas, Los Bebes Acuáticos es una fábula con moraleja didáctica. En ella, Kingsley expresa muchos de los prejuicios comunes de ese período de tiempo, y el libro incluye referencias despectivas o insultantes a los estadounidenses, los judíos,, los negros y los católicos, en particular los irlandeses Estos puntos de vista puede haber jugado un papel en la caída gradual de la popularidad del libro.
El libro fue concebido, en parte, como una sátira, un tratado contra trabajo infantil, así como una crítica seria de los enfoques de muchos científicos de mente cerrada de la época al responder a las ideas de Charles Darwin sobre la evolución, que Kingsley había sido uno de los primeros en alabar. Le habían enviado una copia de la revisión previa  El origen de las especies , y escribió en su respuesta de 18 de noviembre de 1859 (cuatro días antes de que el libro salió a la venta) que "desde hace mucho tiempo, al ver el cruce de plantas y animales domesticados, aprendí a no creer en el dogma de la permanencia de las especies", y que gradualmente "aprendí a ver sólo como una concepción noble de la Deidad, el creer que Él creó formas primitivas capaces de auto-desarrollo en todas las formas necesarias pro tempore y pro loco, como para creer que Él requiere un nuevo acto de intervención que le supla las lagunas que el mismo había creado", preguntando "si el primero no puede ser el más elevado que el postrero."
En el libro, por ejemplo, Kingsley sostiene que ninguna persona está calificada para decir que algo que nunca ha visto (como el alma del ser humano o un bebé acuático) no existe.

¿Como sabes eso? Ha estado allí para ver? Y si hubiera estado allí para verlo, y no hayas visto ninguno, eso no probaría que no había ninguno... y nadie tiene derecho a decir que no existen bebés acuáticos hasta que haya visto ningún bebé acuático existente, lo cual es una cosa bastante diferente, pienso, de no ver a bebés de agua...

En su Origen de las especies, Darwin menciona, como muchos otros en el momento, que el cambio de hábitos producen un efecto hereditario, un concepto ahora conocido como Lamarckismo. En Los Bebés Acuáticos, Kingsley habla de un grupo de seres humanos llamado los "Hazcomotuquieras"(Doasyoulikes en el original) que se les permite hacer "lo que les gusta", por lo pierden gradualmente la capacidad de hablar, convirtiéndose en gorilas, a los que el explorador africano Paul Du Chaillu les dispara. También (de forma muy polémica en la actualidad) compara a los "Hazcomotuquieras" con esclavos africanos, al mencionar que uno de los gorilas heridos por Du Chaillu "recordó que sus antepasados habían sido en los hombres, y trató de decir, 'No Soy un Hombre y un Hermano?', pero había olvidado cómo usar la lengua."

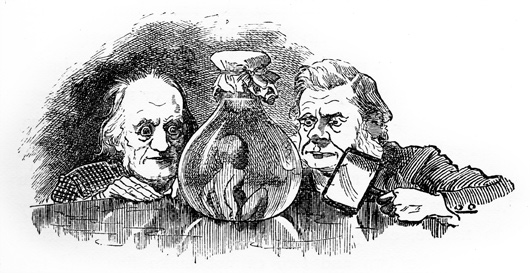
Richard Owen y Thomas Henry Huxley inspeccionan un bebé acuático en una ilustración de Linley Sambourne de 1885.

Los Bebés Acuáticos alude a debates entre los biólogos de su época, satirizando lo que Kingsley había llamado previamente la Cuestión del Gran Hipocampo como la "Prueba del Gran Hipopótamo." En varios puntos del texto se refiere a "Sir Roderick Murchison, los profesores (Richard) Owen y (Thomas Henry) Huxley, y el señor Darwin", convirtiéndose así explícitamente en parte de la historia.
En las ilustraciones de Linley Sambourne, Huxley y Owen son caricaturizados estudiando un bebé acuático capturado. En 1892, el nieto de cinco años de edad de Thomas Henry Huxley, Julian vio este grabado y escribió una carta a su abuelo pidiendo:

Estimado Abuelo – ¿Has visto un bebe Acuático?  ¿Lo pusiste en una botella? ¿Podría salir? ¿Podré verlo algún día? – Tu amado Julian. 

Huxley le escribió una carta (evocada más tarde "Yes, Virginia, there is a Santa Claus" publicado en 1897 por el New York Sun):

Mi estimado Julian, nunca podría estar seguro sobre ese bebé acuático. 

He visto bebés en el agua y bebés en botellas; el bebé en el agua no estaba en una botella y el bebé en la botella no estaba en el agua. Mi amigo que escribió la historia de la bebé acuático era un tipo muy agradable y muy inteligente. Tal vez pensó que yo podía ver mucho en el agua como lo hizo – Hay algunas personas que ven mucho y algunos que ven muy poco en las mismas cosas'

Cuando crezcas me atrevo a decir que será uno de los visionarios de gran cantidad y ver las cosas más maravillosas que los bebés acuáticos donde otras personas no pueden ver nada.

## Adaptaciones
El libro fue adaptado en una película de animación Los Bebés Acuáticos en 1978, protagonizada por James Mason, Bernard Cribbins y Billie Whitelaw. Aunque muchos de los elementos principales de la novela están ahí, la trama de la película difiere sustancialmente del libro, con una nueva sub-trama que involucra a Tom salvando a los Bebés Acuáticos de su cautiverio en el reino de los tiburones.
También fue adaptada en una versión de teatro musical producida en el Teatro Garrick en Londres, en 1902. La adaptación fue descrita como un "Cuento de hadas", por Rutland Barrington, con música de Frederick Rosse, Albert Fox y Alfred Cellier. El libro también fue producido como una obra por Jason Carr y Gary Yershon, montada en el Chichester Festival Theatre en el año 2003, dirigida por Jeremy Sams, protagonizada por Louise Gold, Joe McGann, Katherine O'Shea y Neil McDermott.
La historia también fue adaptada en una serie de radio (BBC Audiobooks Ltd, 1998)  con Timothy West, Julia McKenzie y Oliver Peace como Tom.
Una actualización 2013 para BBC Radio 4 escrita por Paul Farley y dirigida por Emma Harding trajo el cuento a una nueva generación, con Tomi siendo traficado de Nigeria como un niño obrero.